# Renault Clio Cup
Navigation
Clio Cup nationale

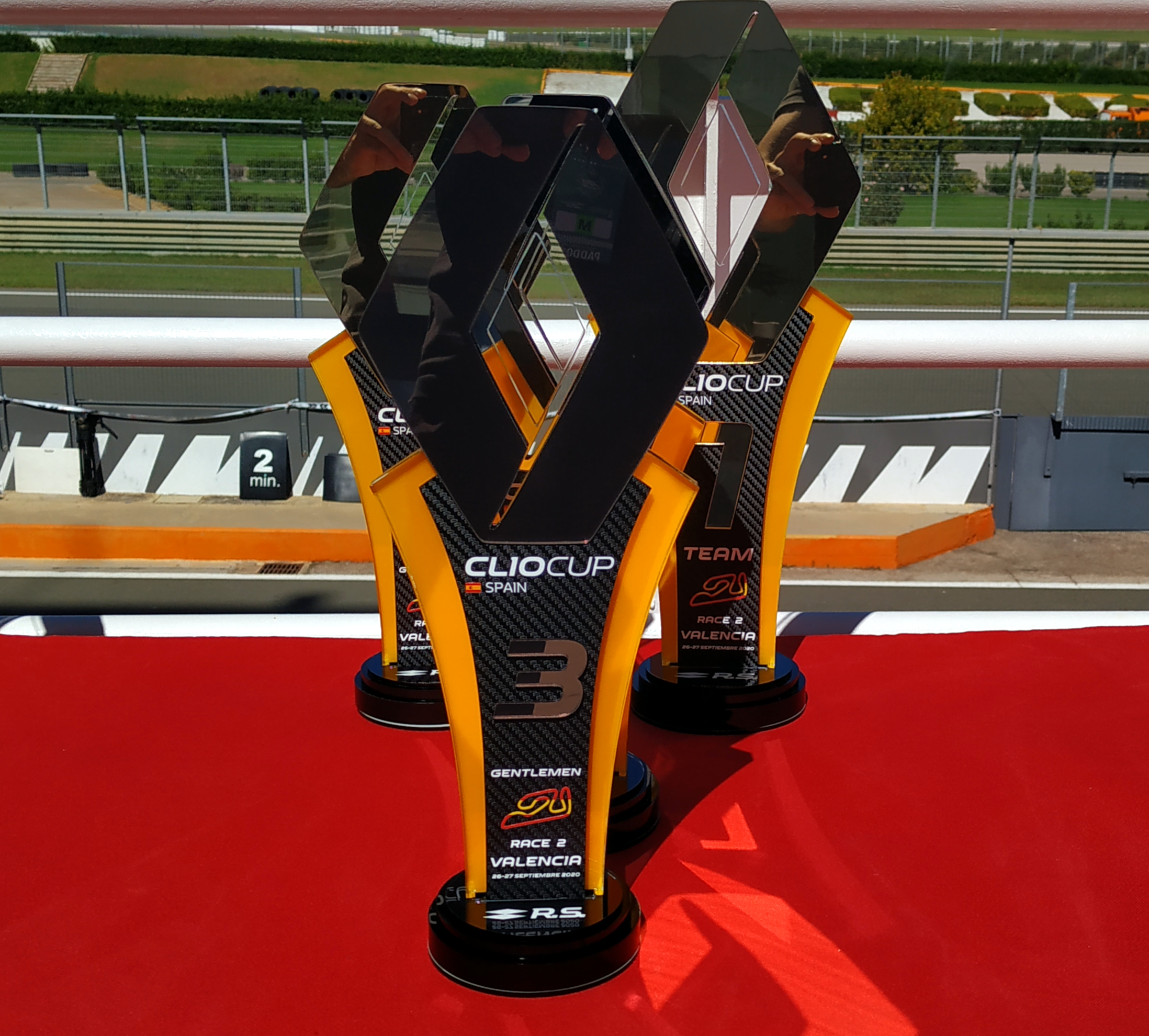
Trophées Clio Cup Espagne.

La Renault Clio Cup est un championnat monotype de course automobile sur circuit décliné dans de nombreuses versions nationales. En 2022, apparait la Renault Clio Cup Series née de la fusion des quatre Clio Cup actives et de la Clio Cup Europe. 

## Histoire
La Clio Cup est directement issue de la Coupe de France Renault Gordini, et les premiers championnats de Clio sont organisés en France, Belgique et Grande-Bretagne.
Par la suite une multitude de championnats nationaux seront créés en Europe et dans le monde.
La Renault Clio Cup Series est une série de course monotype créée et gérée par Renault Sport. Le championnat est né en 2022 après la fusion des quatre coupes nationales Renault Clio actives à ce moment-là (Italie, France, Espagne et Europe centrale) et de la Clio Cup Europe.

## Voiture
Renault Clio Cup V (facelift 2024) motorisée par un 1332cm³ Turbo développant 200ch, pour un poids à vide de 1025kg. 

## Épreuves
| Zone/Pays                                   | Championnat                                                      |
| ------------------------------------------- | ---------------------------------------------------------------- |
| Drapeau de l’Union européenne               | Clio Cup Europe (Eurocup Clio)                                   |
| Drapeau de la France                        | Clio Cup France (Renault Clio Cup Elf)                           |
| Drapeau de la Belgique                      | Clio Cup Belgique (Renault Sport Clio Cup Belgium)               |
| Drapeau du Royaume-Uni                      | Clio Cup Grande-Bretagne (en) (AirAsia Renault Clio Cup UK)      |
| Drapeau de l'Italie                         | Clio Cup Italie                                                  |
| Drapeau de l'Espagne                        | Clio Cup Espagne (Copa Renault Clio España)                      |
| Drapeau des Pays-Bas                        | Clio Cup Pays-Bas (Dunlop Sportmaxx / ID&T Clio cup Netherlands) |
| Drapeau de la Suisse                        | Clio Cup Suisse (LO Renault New Clio Cup Suisse)                 |
| Drapeau du Danemark                         | Clio Cup Danemark (Renault DTC Light Cup Denmark)                |
| Drapeau de la République populaire de Chine | Clio Cup Chine (en)                                              |